# Епархия Матамороса
Епархия Матамороса (лат. Dioecesis Matamorensis) — епархия Римско-Католической церкви с центром в городе Матамарос, Мексика. Епархия Матамороса входит в митрополию Монтеррея. Кафедральным собором епархии Матамороса является церковь Пресвятой Девы Марии.

## История
16 февраля 1958 года Римский папа Пий XII издал буллу Haud inani, которой учредил епархию Матамороса, выделив её из епархии Сьюдад-Виктории-Тамаулипаса (сегодня — Епархия Тампико). 21 декабря 1964 года и 6 ноября 1989 года епархия Матамороса передала часть своей территории новым епархиям Сьюдад-Виктории и Нуэво-Ларедо.

## Ординарии епархии
- епископ Estanislao Alcaraz y Figueroa (20.01.1959 — 3.03.1968);
- епископ Sabás Magaña García (30.12.1968 — 7.11.1990);
- епископ Francisco Javier Chavolla Ramos (1.06.1991 — 27.12.2003);
- епископ Faustino Armendáriz Jiménez (4.01.2005 — 20.04.2011);
- епископ Ruy Rendón Leal (16.07.2011 — 26.04.2016 — назначен архиепископом Эрмосильо);
- епископ Eugenio Andrés Lira Rugarcía (22.09.2016 — по настоящее время).

## Источник
- Annuario Pontificio, Libreria Editrice Vaticana, Città del Vaticano, 2003, ISBN 88-209-7422-3
- Булла Haud inani, AAS 50 (158), стр. 713  (лат.)